# Затворницький Гліб Дмитрович
Затворницький Гліб Дмитрович (1902—1961) —  український радянський кінорежисер, сценарист, педагог. Був засновником кількох театрів, а також 1-ї КЕМ (Кіноекспериментальна Майстерня) в Києві.

### Біографія
В юні роки служив у Денікінській армії в Одеському артелирійському юнкерському училищі.
В 1921 році в Москві приєднується до театру Мейєрхольда. Вже за рік повертається до Києва працювати в «Березолі» у Леся Курбаса. Проте ще через рік покидає і цей театр та за сприяння міському комсомолу засновує свій власний «Агмас ім. 1 травня (Театр робітничої молоді)». Одразу після цього організовує інший театр «Комункульту», цього разу навіть здійснює кілька постановок та разом з Олексієм Капером та Лазером Френкелем намагається організувати при театрі незалежну кіностудію.
З 1921 році вважав себе футуристом. Пізніше написав ряд статей в журналах «Нова ґенерація» та «Кіно», обстоюючи позиції документалізму та соціального замовлення. В 1924—1925 роках перебував на службі в Червоній армії, де завідує драмколективом.
З 1925 року демобілізується та працює в Києві сценаристом та режисером Кіноекспериментальної майстерні, де разом з своїми учнями знімає фільми «Даєш!» та «Чирвовий валет» (1928).
Пише разом з Іваном Перестіані сценарій фільму «Лавина» (1928), поставлений на студії ВУФКУ в Одесі.
В 1929 році їде до Дніпропетровська та організовує там Театр робітничої молоді (ТРАМ).
Однак дуже скоро знову в Києві з оператором Борисом Пумп'янським знімає неігровий фільм «Дніпробуд». Про цю роботу згадує журнал української кінематографії «Кіно», згадуючи, що замість титрів у фільмі використані знімки з газет.
Його наступний фільм називається «Транспорт» («Сто тисяч кілометрів»). В 1931 році його зйомки затверджує сектор Агітпромфільму Київської кіностудії.
В 1933 році Затворницький один семестр викладає в Московському державному інституті кіно. Після чого два роки працює з студентами-сценаристами індивідуально. Після свого наступного повернення до Києва до 1937 року очолює школу з підготовки молодих режисерських кадрів при Київський кіностудії.
В 1936 році разом зі старим знайомим Лазарем Франкелем ставить фільм «Том Соєр». В 1938 працює асистентом Олександра Довженка на зйомках «Щорса». Проте згодом Гліба Затворницького виключають зі знімальної групи фільму.
4 листопада 1938 року заарештовують за вживання наркотиків, проте скоро відпускають.
З 1940 року Затворницький працює педагогом в акторській школі Театрі ім. Франка.
В часи Другої світової війни залишається в окупованому Києві, де засновує театр-студію «Гроно» та знайомиться з колишнім гетьманом Петром Скоропадським, який навідується до Києва. «Гроно» ставить спектаклі в Києві та навіть гастролює до Берліна.
Кінець війни застає Затворницького в Гамбурзі, однак він вирішує повернутися в Україну. Радянська влада не може вибачити йому культурну співпрацю з німцями. 5 лютого 1949 року Затворницького засуджують на 25 років перебування в таборах.

### Відгуки
Кирило Бобровніков в своїх спогадах називав Гліба Затворницького «ерудитом, бібліофілом і циніком».
Микола Бажан називав його «типовим невдахою у творчості».